# Czajowice
Czajowice is een plaats in het Poolse district Krakowski, woiwodschap Klein-Polen. De plaats maakt deel uit van de gemeente Wielka Wieś en telt 562 inwoners.